# Semën Varlamov
Semën Aleksandrovič Varlamov (in russo  Семён Александрович Варламов?; trasl. angl. Semyon Aleksandrovich Varlamov; Kujbyšev, 27 aprile 1988) è un hockeista su ghiaccio russo professionista di ruolo portiere. Dalla stagione 2019-2020 gioca nella National Hockey League con la squadra dei New York Islanders, dopo aver vestito in passato anche le maglie di Colorado Avalanche (2011-2019) e Washington Capitals (2008-2011).

## Palmarès

### Nazionale
- Campionato del mondo di hockey su ghiaccio:
  -  Finlandia/Svezia 2012
  -  Germania 2010

#### Giovanile
- Campionato del mondo di hockey su ghiaccio Under-20:
  -  Svezia 2007